# Elaeocarpus trichophyllus
Elaeocarpus trichophyllus är en tvåhjärtbladig växtart som beskrevs av Albert Charles Smith. Elaeocarpus trichophyllus ingår i släktet Elaeocarpus och familjen Elaeocarpaceae. Inga underarter finns listade i Catalogue of Life.